# Tomas Van Den Spiegel
 Tomas Van Den Spiegel (ur. 10 lipca 1978 w Gandawie) – belgijski koszykarz, występujący na pozycji środkowego, reprezentant kraju, wielokrotny mistrz rozmaitych lig europejskich.
W 2016 został prezydentem Unii Europejskich Lig Koszykarskich.

## Osiągnięcia
Drużynowe
- Mistrz:
  - Euroligi (2006, 2008)
  - Rosji (2006–2008)
  - Belgii (2001, 2002)
  - Polski (2008)
- Wicemistrz:
  - Euroligi (2004, 2007)
  - Belgii (2000)
  - Włoch (2003, 2004)
- Zdobywca pucharu:
  - Belgii (1998, 2001)
  - Rosji (2006)
- Finalista:
  - pucharu:
    - Rosji (2008)
    - Belgii (1999)

  - superpucharu Polski (2007)

Indywidualne
- Belgijski koszykarz roku ligi belgijskiej (2001)
- MVP kolejki Euroligi (4 - 2007/2008)
- Uczestnik meczu gwiazd ligi belgijskiej (2000, 2001)

Reprezentacja
- Uczestnik:
  - mistrzostw Europy:
    - 2011 – 21. miejsce
    - U–18 (1996 – 4. miejsce)

  - kwalifikacji do Eurobasketu:
    - 1997, 1999, 2001, 2003, 2005, 2011
    - U–22 (1998)